# Goniadopsis maskallensis
Goniadopsis maskallensis är en ringmaskart som först beskrevs av Gravier 1904.  Goniadopsis maskallensis ingår i släktet Goniadopsis och familjen Goniadidae.
Artens utbredningsområde är Röda havet. Inga underarter finns listade i Catalogue of Life.